# Russische Revolution 1905
Die Russische Revolution von 1905 (russisch Революция 1905 года в России, Rewoljuzija 1905 goda w Rossii) umfasst eine Reihe von 1905 bis ins Jahr 1907 andauernder revolutionärer Unruhen im russischen Kaiserreich, ausgelöst vor allem durch den Russisch-Japanischen Krieg und den Petersburger Blutsonntag von 1905. Die Maßnahmen, mit denen die Regierung des Zaren Nikolaus II. die Revolutionäre besänftigte, wurden bald wieder zurückgenommen, weshalb die Revolution als gescheitert gilt. Sie stellt die Vorgeschichte zur Februarrevolution 1917 und der sich daran anschließenden Oktoberrevolution dar.

## Ursachen
Die jahrhundertelang bestehende konservative und repressive Regierungsform der zaristischen Autokratie wurde in der Geschichte Russlands schon im 19. Jahrhundert wiederholt von Bewegungen und Aufständen begleitet, die z. B. auf die Einführung einer konstitutionellen Monarchie abzielten, darunter insbesondere der 1825 gescheiterte Aufstand der Dekabristen gegen Zar Nikolaus I. Die gravierenden politischen und sozialen Missstände im agrarisch geprägten Russland betrafen vor allem das durch Großgrundbesitz und Leibeigenschaft gekennzeichnete Leben in den ländlichen Gebieten. Hinzu kam eine stark ausgeprägte Korruption in der staatlichen Verwaltung und Gerichtsbarkeit.
Russland hatte infolge der Niederlage im Krimkrieg und mit dem Ende des Systems der Heiligen Allianz seine dominierende Stellung in Europa verloren. Nun trat die sozialstrukturelle, wirtschaftliche und technologische Rückständigkeit Russlands allerorten zutage. Unter Zar Alexander II. kam es daraufhin zu Liberalisierungsbemühungen und Reformen, insbesondere zur Abschaffung der Leibeigenschaft, allerdings gegen große Widerstände der russischen Aristokratie. Im Zuge der Industrialisierung verschärften sich die Probleme des Landes aufgrund einer miserablen Sozialgesetzgebung zum Schutz der Arbeiter (11,5-Stunden-Tag, Gewerkschaftsverbot). Dadurch wuchs die Unzufriedenheit in allen Schichten der Bevölkerung, nun auch in den Städten, und vor allem auch der gebildeten Kreise. In Russland entstand dafür der Begriff der Intelligenzia, damit sind liberale oder linksgerichtete Professoren, Studenten und Akademiker gemeint, die meist dem Adel und Wirtschaftsbürgertum entstammten. In Moskau und Sankt Petersburg, aber auch in anderen russischen Städten entstanden verschiedene kritische und teils revolutionär oder terroristisch gesinnte Kreise von Intellektuellen, Sozialrevolutionären (ehemalige Narodniki), Anarchisten und spätere Kommunisten. Zar Alexander III., der Sohn des ermordeten Zaren Alexander II., ließ sie brutal verfolgen.
Unter dem seit 1894 regierenden Zaren Nikolaus II., der fest an den autokratischen Prinzipien seines Vaters festhielt, nahmen Unterdrückung und Polizeiüberwachung zu. Auch eine Reihe von Reformen, die der Zar noch 1904 bewilligte, bewirkten keine entscheidenden Veränderungen. Weder gab es einen sozialen Ausgleich in der russischen Bevölkerung noch wurde Russland zu einem Verfassungsstaat.
Vor allem, um von den gravierenden innenpolitischen Problemen abzulenken, forcierte die russische Regierung den schwelenden Konflikt mit Japan. Das Inselreich reagierte aber unerwartet heftig, indem es im Februar 1904 den russischen Stützpunkt Port Arthur überfiel. Der Russisch-Japanische Krieg erwies sich als Debakel für Russland. Bei der Verteidigung von Port Arthur und folgenden Gefechten erlitt Russland mehrere schwere Niederlagen. So auch in der Schlacht bei Mukden, dem heutigen Shenyang, im März 1905. Die Seeschlacht bei Tsushima Anfang Mai 1905 besiegelte die russische Niederlage, da sie zum fast vollständigen Verlust der russischen Flotte führte. Somit verlor Russland nun auch seine Dominanz im Fernen Osten. Die Niederlage bewirkte neben dem Prestigeverlust für das russische Zarenreich nach außen ebenso einen Autoritätsverlust nach innen. Die wirtschaftliche Situation im Land verschlechterte sich wegen einer Rezession zusehends. Die Arbeitslosigkeit in den Industriezentren stieg rasch, da Staatsaufträge ausblieben, und es gab Schwierigkeiten in der Landwirtschaft, da die Exportmärkte zusammenbrachen. Die als Folge des Krieges und der wirtschaftlichen Krise schärfer zutage tretenden sozialen Missstände führten zu wachsendem Unmut in weiten Kreisen. Einzelne revolutionäre Gruppen wie die Sozialrevolutionäre oder die Polnische Sozialistische Partei Józef Piłsudskis erhielten über die japanische Botschaft in Stockholm Hilfsgelder.
Die blutige Niederschlagung einer friedlichen Demonstration am sogenannten Blutsonntag des 9. Januarjul. / 22. Januar 1905greg. wurde in dieser Situation zum Auslöser landesweiter Unruhen, die u. a. auch auf die Ostseeprovinzen übergriffen. Dort richtete sich die Erbitterung auch gegen den großgrundbesitzenden deutschbaltischen Adel. Hunderte Schlösser wurden niedergebrannt. Die Gegnerschaft zu dem unumschränkt herrschenden Zarenregime vereinte in den folgenden Monaten recht unterschiedliche oppositionelle Gruppen: Bürgerliche und adlige Liberale, Bauern und landbesitzlose Knechte, Sozialrevolutionäre und die bereits gut organisierte sozialistische Arbeiterbewegung waren an der Revolution beteiligt.

## Verlauf

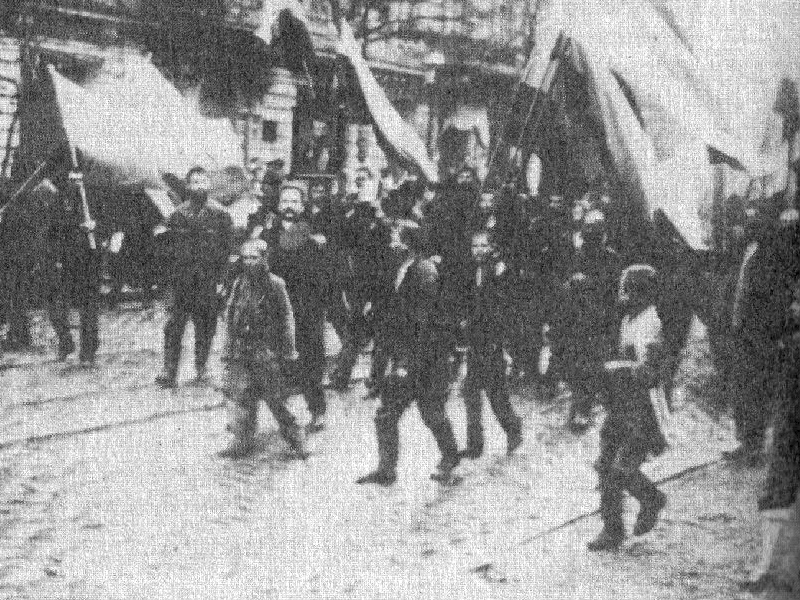
Demonstranten am Petersburger Blutsonntag

Da die Regierung für die Führung des Krieges mit Japan die öffentliche Zustimmung brauchte, gestattete sie einen Kongress in Sankt Petersburg im November 1904. Die Forderungen nach Reformen, die bei diesem Kongress laut wurden, fanden bei der Regierung jedoch keine Beachtung. Arbeiter mussten in den Firmen, in denen sie beschäftigt wurden, für ein kleines Stück Brot mehrere Nächte anstehen und waren unzufrieden. Zu Anfang streikten nur Frauen aus den Firmen Petersburgs. Doch als man erfuhr, dass das Brot absichtlich gehortet wurde und ihnen nur in kleinen Stücken zugesprochen wurde, schlossen sich die Männer an und streikten mit. Der Priester Georgi Apollonowitsch Gapon rief zu Demonstrationen auf. Am 9. Januarjul. / 22. Januar 1905greg., der als Petersburger Blutsonntag in die Geschichte eingehen sollte, marschierten etwa 150.000 Arbeiter friedlich und unbewaffnet zum Winterpalast, um ihre Forderungen nach Menschenrechten, einem Wahlrecht und einem gesetzgebenden Parlament, wirtschaftlicher Erleichterung und dem Achtstundentag zu verkünden. Die Menge wurde vor dem Palast von der russischen Armee unprovoziert und überraschend zusammengeschossen. Die mindestens 130 Todesopfer und etwa 1000 Verletzten sowie die Empörung über die gewaltsame Niederschlagung der friedlichen Arbeiterdemonstrationen führten zu einer Solidarisierung zahlreicher Arbeiter und zu einer Radikalisierung und Mobilisierung der Bevölkerung.
Am 4. Februarjul. / 17. Februar 1905greg. fiel Großfürst Sergei Alexandrowitsch Romanow, der Onkel des Zaren und Generalgouverneur von Moskau, einem Attentat zum Opfer. Es folgte eine Flut von Eingaben aus allen Bevölkerungsschichten. Studenten, teilweise unterstützt vom Lehrpersonal ihrer Universitäten, protestierten auf Banketten gegen die Regierung. Aufgebrachte Bauern verweigerten Pacht- und Steuerzahlungen oder eigneten sich das Ackerland der Gutsbesitzer an, und in den Städten streikten die Arbeiter. Meutereien in der Flotte schlossen sich an, so die Meuterei auf dem Linienschiff Potemkin am 14. Junijul. / 27. Junigreg.. Nach Einlaufen des Schiffes in Odessa, wo ein Generalstreik stattfand, richteten zaristische Truppen in den folgenden Tagen bei der Niederschlagung der Unruhen ein Blutbad an. Diese Ereignisse wurden im Stummfilm Panzerkreuzer Potemkin aus dem Jahr 1925 thematisiert. Im Weiteren kam es zu antijüdischen Pogromen, unter anderem am 22. und am 23. Oktober 1905 in Riga.
Die liberal-demokratische Bewegung, die sich auf die 1864 eingeführten Semstwo und Abgeordnete der Städte stützte, verlangte in mehreren Konferenzen vom bis dahin autokratisch regierenden Zar die Einführung eines Parlaments mit der Befugnis, Gesetze zu geben. Ein Konzept von Aleksander Grigorjewitsch Bulygin, der am 20. Januar zum Innenminister ernannt worden war, sah jedoch lediglich die Einberufung einer Duma mit beratender Stimme als zweiter Kammer neben dem Reichsrat vor. Dieser Entwurf wurde im September 1905 von einer weiteren Semstwo-Konferenz als „reaktionäre Missgeburt“ abgelehnt.
Die Enttäuschung über die geringe Konzessionsbereitschaft des Zaren und über den für Russland schmählichen Frieden von Portsmouth, der den Krieg mit Japan beendete, ließen die Lage erneut eskalieren. Ein im Oktober 1905 ausgerufener Eisenbahnerstreik unterband den Fernverkehr im gesamten Russischen Reich. In Petersburg wurde der Generalstreik ausgerufen, der bis Mitte Oktober das gesamte Land erfasste. Am 13. Oktoberjul. / 26. Oktober 1905greg. trat auf Initiative der Buchdrucker der erste Sowjet zusammen, in dem der stellvertretende Vorsitzende Leo Trotzki eine führende Rolle spielte. Der Führer der Bolschewiki, Wladimir Iljitsch Lenin, kehrte aus dem Exil zurück und rief in der irrigen Annahme, das Zarenregime wäre bereits geschlagen, Arbeiter und Bauern zum revolutionären Widerstand gegen die liberale Bourgeoisie auf. Ein erster Vorläufer hatte sich bereits im Mai 1905 in der Textilindustrie von Iwanowo herausgebildet, wo 70.000 Textilarbeiter streikten.
Regierung und Bürokratie verloren die Kontrolle über Versammlungsverbot und Pressezensur, sodass zum ersten Mal eine Art öffentlichen politischen Lebens in Russland entstand. In dieser Situation gab die Regierung nach: Im Oktobermanifest vom 17. Oktoberjul. / 30. Oktober 1905greg., das von Sergei Juljewitsch Witte entworfen worden war, versprach Nikolaus II. bürgerliche Freiheitsrechte und eine gesetzgebende Versammlung von gewählten Volksvertretern. Der Wunsch der Bauern nach einer Landreform wurde indes nicht bewilligt, weswegen weitere Bauernaufstände folgten, die in den folgenden Monaten blutig niedergeschlagen wurden.

## Ergebnisse
Die größtenteils erfolglose Revolution zeigte dem Zaren die Unzufriedenheit im Land. Der Zar versuchte einen taktischen Rückzug durch das Oktobermanifest. Mit der Auflösung der zweiten Staatsduma und der Einführung eines neuen Wahlrechts durch Nikolaus II. im Juni 1907, wodurch die Vorherrschaft konservativer Kräfte im Parlament sichergestellt wurde, wurden die Reformen weitgehend wieder entkräftet.
Schon auf die Auflösung der ersten Duma im Sommer 1906 hatten einige Abgeordnete im Wyborger Manifest erfolglos zur Steuer- und Kriegsdienstverweigerung gegenüber der zaristischen Regierung aufgerufen. Der schwache Rückhalt der liberalen Elite beim einfachen Volk, der sich dadurch zeigte, ermutigte das autokratische Regime, die konstitutionellen Zugeständnisse zurückzunehmen, sobald es sich seiner militärischen Machtmittel sicher wusste. Das Oktobermanifest spaltete die Oppositionsgruppen, und die Revolution verebbte in Erwartung einer Erfüllung der Reformwünsche durch die Reichsduma. Das Militär stellte im Ergebnis die alte Ordnung wieder her. Die Duma sollte als Volksversammlung den Anschein einer konstitutionellen Regierung erwecken. In Wirklichkeit jedoch regierte der Zar immer noch autokratisch, da in wesentlichen Bereichen wie etwa in denen des Militär- und des Hofetats die Duma kein Entscheidungsrecht hatte. Zudem besaß der Zar, wie bei einem von Adeligen besetzten Oberhaus, das Vetorecht über alle in der Duma getroffenen Entscheidungen und Abstimmungen.
Die Revolution von 1905 stärkte in den Randgebieten des russischen Imperiums das Bestreben nach nationaler Selbstbestimmung – dies war eine wichtige Forderung etwa im damals zu Russland gehörigen Königreich Polen, in dem es 1905 zu Streiks und Unruhen kam. Dort wurden sowohl sozialistische als auch nationale Forderungen geäußert, die Niederlage der Revolution schwächte jedoch die sozialistische Arbeiterbewegung und stärkte nationalistische und konservative Kräfte.

## Film
- Die Handlung des Films des Regisseurs Sergej Eisenstein, Panzerkreuzer Potemkin aus dem Jahr 1925, ist an die Ereignisse der Revolution 1905, vor allem der Meuterei, angelehnt.